# Cape Murdoch
Cape Murdoch är en udde i Antarktis. Den ligger på Laurie Island i Sydorkneyöarna. Argentina och Storbritannien gör anspråk på området.
Terrängen inåt land är huvudsakligen kuperad, men den allra närmaste omgivningen är platt. Havet är nära Cape Murdoch söderut. Trakten är obefolkad.